# Badja al-Kadima
Badja al-Kadima (Béja l'Antiga) són unes ruïnes de Tunísia que corresponen a una antiga vila tunisiana, i estan situades a la governació de Manouba, al nord-oest de la ciutat de Tunis.
Disposava d'una mesquita, una escola, un mercat i un cert nombre de cases. Les ruïnes encara es poden veure però mai va passar de ser un llogaret famós només per ser lloc de naixement del místic Abu Said Khalafa ibn Yahya al-Tamimi al-Badji (1156-1231) que fou enterrat a la vila de Djabal al-Manar, que va agafar el nom de Sidi Bou Said.